# Одесса (теплоход)
«Одесса» — советский теплоход.
Судно построено в 1974 году в Великобритании для датской компании Nordline. Вскоре после постройки продано в СССР, где получило название «Одесса».
На борту судна имелись ресторан, бары, парикмахерская, спортзал, сауна, бассейн, музыкальный салон, кинотеатр, зимний сад, игровой центр, амбулатория.
Лайнер осуществлял престижные кругосветные туристические круизы и приносил значительный доход.
В 1995—2001 годах судно находилось под арестом за долги в порту Неаполя. Было выкуплено одесской компанией «Антарктика» и возвращено в Одессу. Однако планы по реконструкции судна не были реализованы, и в 2007 судно было отправлено в Аланг для разделки на металл.